# فرقة المظلية (المملكة المتحدة)
فرقة المظلية، المعروفة بالباراشوت، هي فرقة تابعة للجيش البريطاني. تتبع الفرقة الأولى مجموعة دعم القوات الخاصة بإشراف القيادة التشغيلية لمديرية القوات الخاصة. تشكل الفرق الأخرى الجزء الأكبر من الفرقة البريطانية لعمليات لرد السريع، التابعة للفرقة 16 لا. تُعتبر فرقة المظلية إلى جانب حرس الشرف الفرقة الوحيدة للجيش البريطاني التي لم تُدمج مع وحدة أخرى منذ نهاية الحرب العالمية الثانية.
أُنشئت فرقة المظلية في 22 يونيو 1940 خلال الحرب العالمية الثانية وضمت في نهاية المطاف 17 كتيبة. في أوروبا، شكلت هذه الكتائب جزءًا من الفرقة الجوية الأولى والفرقة الجوية السادسة ومجموعة الكتيبة الثانية المستقلة للمظليين. خدمت ثلاثة كتائب إضافية مع الجيش الهندي البريطاني في الهند وبورما. شاركت الفرقة في ست عمليات باراشوت رئيسية في شمال أفريقيا وإيطاليا واليونان وفرنسا وهولندا وألمانيا، وتمكنت من الهبوط قبل جميع القوات الأخرى.
في نهاية الحرب العالمية الثانية، جرى تقليص الفرقة إلى ثلاثة كتائب في الجيش البريطاني والتي عُيّنت في البداية للفرقة 16 للمظليين وبعد ذلك الفرقة الجوية الخامسة. جرى تشكيل فرقة المظلية الاحتياطية 16 وتألفت من كتائب الاحتياط في الجيش الاحتياطي. أدى قطع الميزانية التدريجي إلى تقليص التشكيلات التابعة للجيش الاحتياطي إلى فرقة مظلية ثم كتيبة احتياطية واحدة. في الفترة الزمنية ذاتها، شاركت الكتائب النظامية في عمليات شملت قناة السويس وقبرص وبورنيو وعدن وشمال أيرلندا وجزر فوكلاند وحرب كوسوفو والبلقان وسيراليون والعراق وأفغانستان، وجرى تعزيزها أحيانًا بعض برجال من الكتيبة الاحتياطية.

## التشكيل
مُعجَبٌ بنجاح العمليات الجوية الألمانية أثناء معركة فرنسا، وجّه رئيس وزراء بريطانيا، وينستون تشرشل، وزارة الحرب للتحقيق في إمكانية إنشاء فوج مؤلف من 5000 جندي مظلي. في 22 يونيو 1940، جرى تحويل الكوماندو رقم 2 إلى القوات المظلية وفي 21 نوفمبر، جرى تغيير اسمه إلى الكتيبة الحادية عشرة للقوات الجوية الخاصة. كان أفراد هذه الكتيبة هم من شاركوا في أول عملية بريطانية جوية، وهي عملية كولوسوس في 10 فبراير 1941. في سبتمبر، جرى تغيير تسمية الكتيبة إلى كتيبة لمظليين وتخصيصها للكتيبة الحادية للمظليين. لملء التشكيلة، تم تشكيل الكتيبة الثانية والثالثة والرابعة المظليين الأولى والتي تألفت من متطوعين من جميع وحدات الجيش البريطاني. كانت أول عملية قام بها الفوج المظلي هي عملية بيتينغ في فبراير 1942. كان الهدف الرئيسي لهذه العملية هو الاستيلاء على رادار فورتسبورغ على ساحل فرنسا. نفذت الفرقة سي من الكتيبة المظلية الثانية، بقيادة الرائد جون فروست الهجوم. أدى نجاح الهجوم إلى عزم وزارة الحرب على توسيع القوة الجوية القائمة، وإنشاء مستودع ومدرسة المظليين الجويين في ديربيشاير في أبريل 1942، وإنشاء الفوج المظلي وتحويل عدد من الكتائب القتالية إلى كتائب مظلية في أغسطس 1942. جرى تشكيل اللواء المظلي الثاني من الكتيبة الرابعة، التي نُقلت من اللواء الأول للمظليين، واثنين من الكتائب المحولة، والكتيبة الخاصة الخامسة، والكتيبة السادسة من الغداريون الويلزية الملكية العاشرة. جرى إنشاء الجيش الجوي الملكي باعتباره تشكيلًا قياديًا للفوج المظلي وفريق طياري الطائرات الشراعية. بعد إضافة فرقتي المظليين إلى قائمة الفرق المقاتلة، جرى تشكيل الفرقة الجوية الأولى بقيادة اللواء العميد فريدريك آرثر مونتاج براونينغ. بحلول نهاية الحرب، جرى تشكيل 17 كتيبة. في الهند، جرى تشكيل اللواء المظلي الهندي الخمسين في 27 أكتوبر 1941، وضم 151 بريطاني و152 هندي و153 من غورخا وكتيبة مظلية بالإضافة إلى إشارات اللواء وفرقة المهندسين و80 طبيبًا ميدانيًا مظليًا. انتقلت الكتيبة المظلية البريطانية 151 إلى مصر ثم إلى إنجلترا حيث أُعيد تسميتها إلى الكتيبة المظلية 156 وانضمت إلى اللواء المظلي الرابع من الفرقة الجوية الأولى. تألفت الكتيبة البريطانية من متطوعين من 27 كتيبة مشاة من الجيش البريطاني في الهند. جرى تحويل الكتيبة الثانية والسابعة من غورخا إلى الدور المظلي وجرى تغيير اسمها إلى الكتيبة المظلية 154 (غورخا). لاحقًا، عندما كان من المقرر توسيع التشكيلة، جرى تحويل اللواء المظلي الهندي الرابع عشر واللواء المظلي الهندي السابع لأداء عمليات تشينديت وضم كل لواء كتيبة مظلية واحدة من جنود بريطانيين وهنديين وغورخيين. كانوا جزءًا من الفرقة المظلية الهندية رقم 44.

### التدريب
تستغرق دورة التدريب المظلي 12 يومًا وتُجرى في مدرسة التدريب المظلي رقم 1 في مطار القوات الجوية الملكية رينغواي. يبدأ المجندون بالقفز من منطاد مُعدَّل وينتهون بخمسة قفزات بالمظلة من طائرة. يُعاد إلى وحدته السابقة من لا يتمكن من إكمال قفزة بالمظلة. في نهاية الدورة، يحصل المجندون الجدد على مظلات ويُعيَنون في كتيبة مظليّة. يهدف التدريب إلى غرس روح التضحية الذاتية والاعتماد على النفس في جنود المظليين للتصدي لقوات العدو ذات الأعداد الأكبر والمجهزة بالمدفعية والدبابات. يُولى تركيز على اللياقة البدنية والإصابة بالهدف وفنون الميدان. يتألف جزء كبير من التدريب من مسارات الهجوم والمسير على الطرق. تشمل التمارين العسكرية احتلال جسور جوية وجسور طرق أو سكك حديدية ومحاصرة المعاقل الساحلية. في نهاية معظم التمارين، تعود الكتيبة مشيًا على الأقدام إلى ثكناتها. كان من المتوقع أن تكون لدى الجنود القدرة على قطع مسافات طويلة بسرعة، إذ كان يجب على الأفراد المظليين قطع مسافة تبلغ 50 ميلًا (80 كم) في 24 ساعة، والكتائب 32 ميلًا (51 كم). مع ذلك، لم يخلو التدريب من المخاطر، إذ قُتل ثلاثة رجال خلال أول 2000 قفزة بالمظلة في رينغواي.

### المعدات
تمتلك كتيبة المظليين زيًا مميزًا خاصًا به، وهو البرتقالي الذي ارتداه الجنود في البداية مع شارة الجيش الجوي وتغيرت في مايو 1943 إلى شارة لواء المظليين التي ما زالت تستخدم حتى اليوم. كانوا يرتدون أجنحة مظليين على الكتف الأيمن فوق شارة القوات. خلال العمليات، ارتدى المظليون خوذة من الصلب للقوات الجوية بدلًا من الخوذة العادية. في البداية، كانوا يرتدون «سترة قفز» مستوحاة من سترة القفز الألمانية فالشيرميجير. بعد عام 1942، جرى توزيع بزة الدنيسون باعتبارها أول زي مُموه للجيش البريطاني. في عام 1943، جرى تصميم سترة خضراء بلا أكمام لارتدائها فوق بزة الدنيسون عند القفز بالمظلات. لم يكن لدى المظليين البريطانيين مظلات احتياطية، إذ اعتبرت وزارة الحرب التكلفة البالغة 60 جنيهًا إسترلينيًا إضافية تبذيرًا للمال. لم يُزَود لواء المظليين بأسلحة خاصة. كانت أسلحتهم الصغيرة هي نفسها التي يستخدمها بقية الجيش: بندقية لي-إنفيلد اليدوية ومسدس إنفيلد أو ويبلي أو مسدس M1911. فيما يتعلق بمدفع الرشاش، استخدموا رشاش ستن البريطاني في شمال غرب أوروبا، والذي جرى توزيعه بأعداد أكبر مما جرى توزيعه على كتيبة مشاة عادية. اعتمد جنود المظليين الملحقين بالجيش الثامن مسدس تومسون في منطقة الشمال الأفريقي والمتوسط وأثناء عملية دراغون. كان لكل فريق مدفع برين خفيف وكانت للكتيبة مدفع هاون بقطر 2 بوصة. كانت الأسلحة الثقيلة الوحيدة للكتائب هي ثمانية مدافع هاون بقطر 3 بوصة، وأربعة مدافع فيكرز، وبعد عام 1943، عشرة أسلحة بيات المضادة للدبابات.

### تشكيل الكتيبة بعد الحرب وتقليصها
بعد الحرب العالمية الثانية، جرى حل الفصائل المظلية الجوية، باستثناء اللواء المظلي الثاني (الكتائب الأولى والثانية والثالثة) الذي بقي قائمًا. في فبراير 1948، جرى تغيير اسمه إلى اللواء المظلي السادس عشر ونُشِر في الجيش البريطاني على نهر الراين. بقي اللواء في ألمانيا حتى أكتوبر 1949، عندما انتقل إلى ألدرشوت، التي أصبحت مقر لواء المظليين للسنوات الخمسين التالية. أُعيد تشكيل الجيش الأرضي بعد الحرب وأُنشئت الفصيلة المظلية السادسة عشرة وتألفت من تسع كتائب مظلية (من الكتيبة العاشرة إلى الكتيبة الثامنة عشرة) في ثلاثة ألوية مظلية. جرى حل الفصيلة بموجب تقليصات الدفاع في عام 1956، ما ترك اللواء المظلي الأربعين المستقل الشكل الوحيد للمظليين في الاحتياط. الكتائب الاحتياطية المتبقية هي الكتيبة العاشرة (في لندن)، والكتيبة الثانية عشرة (في يوركشاير)، والكتيبة الثالثة عشرة (في لانكشاير)، والكتيبة الخامسة عشرة (في اسكتلندا) والكتيبة السابعة عشرة (في ليت دورهام). أدت التقليصات الإضافية إلى دمج الكتيبتين الثانية عشرة والثالثة عشرة بعد وقت قصير. في عام 1967، جرى تقليص الكتائب الأرضية مجددًا، ودمج الكتيبة الثانية عشرة والثالثة عشرة والسابعة عشرة لإعادة تشكيل الكتيبة الرابعة. جرى حل اللواء المظلي الأربعين المستقل في عام 1977، ما جعل الكتائب الاحتياطية للمظليين وحدات مستقلة. بعد حرب جزر فوكلاند، جرى تشكيل اللواء المظلي الخامس للعمليات خارج المنطقة في نوفمبر 1983. تألف اللواء من اثنتين من الكتائب المظلية ووحدات المدفعية والهندسة والطب والإشارات واللوجستيات المدربة للمظليين. في إطار إعادة الهيكلة بعد الحرب الباردة، جرى تقليص عدد كتائب الاحتياط. دُمجت الكتيبتين الرابعة عشرة والخامسة عشرة في عام 1993 لتشكيل الكتيبة الرابعة، وجرى حل الكتيبة العاشرة. بقي اللواء المظلي الخامس قائمًا حتى مراجعة الدفاع الاستراتيجي في عام 1999، التي أوصت بدمج اللواء المظلي الخامس ولواء الجو 24 لتشكيل اللواء الجوي المحمول 16.